# Vendergood
Vendergood é uma língua artificial inventada por William James Sidis, em 1905.
Sidis descreveu a língua em seu segundo livro, chamado Livro de Vendergood (Book of Vendergood), que ele escreveu quando ainda era uma criança. Aparentemente, a língua era baseada principalmente no latim e no grego, mas também teve influências do alemão, português e do francês, assim como de outras línguas românicas. Ela fazia a distinção entre oito diferentes modos verbais: indicativo, potencial, imperativo absoluto, subjuntivo, imperativo, infinitivo, optativo, além de uma criação gramatical de Sidis: forceável (inglês: strongeable). Artigos eram agrupados por uma inflexão de gênero descrita por um observador como "mais complexa que um verbo japonês."
Vendergood utilizava um sistema de números de base 12, porque, como Sidis explicou, "A unidade ao vender coisas é 12 dessas coisas (dúzias) e 12 é o menor número que tem quatro fatores!"
| Vendergood       | Português |
| ---------------- | --------- |
| eis              | um        |
| duet             | dois      |
| tre              | três      |
| quar             | quatro    |
| quin             | cinco     |
| sex              | seis      |
| sep              | sete      |
| oo/oe            | oito      |
| non              | nove      |
| ecem             | dez       |
| elevenos         | onze      |
| dec              | doze      |
| eidec (eis, dec) | treze     |

A seguir os poucos exemplos restantes de vendergood:
| Vendergood                | Português                   |
| ------------------------- | --------------------------- |
| Amevo (-)ne the neania?   | Você ama o rapaz?           |
| The toxoteis obscurit.    | O arqueiro obscurece.       |
| Quen diseois-nar?         | O que você aprende?         |
| (Euni) disceuo.           | Aprendo vendergood.         |
| Obscureuo ecem agrieolai. | Obscureço dez agricultores. |